# Ragazza occhi cielo (singolo)
Ragazza occhi cielo è un brano musicale scritto e composto da Biagio Antonacci ed interpretato dalla cantante italiana Loredana Errore, estratto come primo singolo dall'EP, di debutto solista, Ragazza occhi cielo. Nell'ultima parte della canzone Loredana viene accompagnata dalla voce dello stesso Antonacci.
Il brano, presentato durante la nona edizione di Amici di Maria De Filippi (ed inserito anche nella compilation legata alla trasmissione, 9) e pubblicato dalla casa discografica Sony Music, è in rotazione radiofonica dal 19 febbraio 2010 ed in contemporanea disponibile per il download digitale.
Il singolo ha raggiunto la sesta posizione della classifica italiana nel mese di febbraio del 2010, per poi tornare in classifica in concomitanza con la pubblicazione dell'EP, raggiungendo il terzo posto.

## Tracce
1. Ragazza occhi cielo – 3:53 (Biagio Antonacci)

## Classifiche
| Classifica (2010) | Posizione massima |
| ----------------- | ----------------- |
| Italia            | 3                 |

### Classifiche di fine anno
| Classifica (2010) | Posizione |
| ----------------- | --------- |
| Italia            | 48        |